# Ministarstvo rada, mirovinskog sustava, obitelji i socijalne politike Republike Hrvatske
Ministarstvo rada, mirovinskog sustava, obitelji i socijalne politike (kratica: MRMS) je središnje tijelo državne uprave u Republici Hrvatskoj koje obavlja upravne i druge poslove koji se odnose na:
- politiku zapošljavanja,
- uređivanje radnih odnosa;
- tržište rada i aktivnu politiku zapošljavanja;
- programe radnih prekvalifikacija i povećanja zapošljivosti;
- sustav i politiku mirovinskog osiguranja,
- evidenciju nezaposlenosti i pomoć pri zapošljavanju;
- socijalno partnerstvo i odnose sa sindikatima i udrugama poslodavaca u području radnopravnih odnosa,
- tržišta rada i zapošljavanja;
- radnopravni status hrvatskih državljana zaposlenih u inozemstvu i poslove vezano uz njihov povratak i zapošljavanje u zemlji;
- radnopravni status stranih državljana zaposlenih u Republici Hrvatskoj;
- unapređenje sustava zaštite na radu; međunarodnu suradnju na području rada i zapošljavanja.

Ministarstvo sudjeluje u pripremi programa i projekata te provedbi projekata iz programa Europske unije i ostalih oblika međunarodne pomoći. Ona obavlja poslove koji se odnose na sudjelovanje Republike Hrvatske u radu tijela Europske unije u područjima iz njegove nadležnosti. Ministarstvo obavlja i druge poslove koji su mu stavljeni u nadležnost posebnim zakonom.

## Unutarnje ustrojstvo
Ministarstvo ima sljedeće ustrojstvene jedinice:
- Kabinet ministra
- Glavno tajništvo ministarstva
- Uprava za rad i tržište rada
- Uprava za mirovinsko osiguranje
- Uprava za koordinaciju programa i projekata Europske unije u području rada i socijalne sigurnosti
- Samostalni sektor za reviziju nalaza i mišljenja o invalidnosti
- Samostalna služba za socijalno partnerstvo

Na čelu ministarstva je ministar, ima jednog zamjenika ministra i četiri pomoćnika ministra.

### Inspektorat rada
U okviru ministarstva ustrojen je inspektorat rada koja ima svoje urede u Zagrebu, Splitu, Rijeci, Osijeku i Varaždinu.

### Nazivi ministarstva u prijašnjim vladama
Ministarstvo rada i mirovinskog sustava djelomično je nasljednik Ministarstva gospodarstva, rada i poduzetništva, ustrojenog od 2003. do 2009. u vladi premijera Ive Sanadera te od 2009. do 2011. u vladi premijerke Jadranke Kosor. Prethodno u vladama od 1990. do 2003. naziv je bio Ministarstvo rada i socijalne skrbi. 

## Ministri
Ministar rada, mirovinskog sustava, obitelji i socijalne politike je Marin Piletić.

### Dosadašnji ministri rada
Popis dosadašnjih ministara rada Republike Hrvatske:
| Ministar               | Naziv dužnosti                                                    | Početak obnašanja dužnosti | Završetak obnašanja dužnosti |
| ---------------------- | ----------------------------------------------------------------- | -------------------------- | ---------------------------- |
| Marin Črnja            | Ministar rada, boračkih i invalidskih prava                       | 31. svibnja 1990.          | 24. kolovoza 1990.           |
| Bernardo Jurlina (HDZ) | Ministar rada, socijalne skrbi i obitelji                         | 24. kolovoza 1990.         | 15. travnja 1992.            |
| Josip Juras (HDZ)      | Ministar rada, socijalne skrbi i obitelji                         | 15. travnja 1992.          | 12. listopada 1993.          |
| Ivan Parać (HDZ)       | Ministar rada i socijalne skrbi                                   | 12. listopada 1993.        | 12. siječnja 1995.           |
| Joso Škara (HDZ)       | Ministar rada i socijalne skrbi                                   | 27. siječnja 1995.         | 27. siječnja 2000.           |
| Davorko Vidović (SDP)  | Ministar rada i socijalne skrbi                                   | 27. siječnja 2000.         | 23. prosinca 2003.           |
| Branko Vukelić (HDZ)   | Ministar gospodarstva, rada i poduzetništva                       | 23. prosinca 2003.         | 12. siječnja 2008.           |
| Damir Polančec (HDZ)   | Ministar gospodarstva                                             | 12. siječnja 2008.         | 6. srpnja 2009.              |
| Đuro Popijač (HDZ)     | Ministar gospodarstva, rada i poduzetništva                       | 29. prosinca 2009.         | 23. prosinca 2011.           |
| Mirando Mrsić (SDP)    | Ministar rada i mirovinskog sustava                               | 23. prosinca 2011.         | 22. siječnja 2016.           |
| Nada Šikić (HDZ)       | Ministrica rada i mirovinskog sustava                             | 22. siječnja 2016.         | 19. listopada 2016.          |
| Tomislav Ćorić (HDZ)   | Ministar rada i mirovinskog sustava                               | 19. listopada 2016.        | 9. lipnja 2017.              |
| Marko Pavić (HDZ)      | Ministar rada i mirovinskog sustava                               | 9. lipnja 2017.            | 19. srpnja 2019.             |
| Josip Aladrović (HDZ)  | Ministar rada i mirovinskog sustava                               | 19. srpnja 2019.           | 22. travnja 2022.            |
| Marin Piletić (HDZ)    | Ministar rada, mirovinskog sustava, obitelji i socijalne politike | 22. travnja 2022.          |                              |

## Poveznice
- Državna uprava u Hrvatskoj
- Mirovinsko osiguranje
- Radno pravo

## Vanjske poveznice
- Ministarstvo rada i mirovinskog sustava - službene stranice